# 梅田直哉
梅田 直哉（うめだ なおや、1978年4月27日 - ）は、広島県安芸郡府中町出身の元プロサッカー選手、サッカー指導者。ポジションはフォワード。

## 来歴
小学生時代は元日本代表DFの小沢通宏から指導を受けた。ただ高校時点までは脚光を浴びる存在ではなかった。
明治大学に入学早々の1997年、関東大学リーグ1部で1年生にして得点王を獲得し大きな注目を浴びた。その後しばらく怪我で不調の時期が続くものの、大学3年時には1999年夏季ユニバーシアード日本代表にも選ばれている。大学卒業の際には3チームからオファーがあった。
2001年、サンフレッチェ広島へ入団。当初はFWだったが途中からDFに、翌2002年にはMFにコンバートされる。同年監督に就任したガジ・ガジエフに抜擢され右MFとしてレギュラーを獲得し開幕スタメンを飾るも、チームの混迷とともに徐々に出番を失う。
2003年終了後に戦力外となったがトライアウトを経て2004年から浦和レッドダイヤモンズに移籍した。しかし出番に恵まれず2004年途中にはモンテディオ山形に期限付き移籍、2005年には浦和に復帰したものの、再び出番に恵まれず、2005年途中から湘南ベルマーレに期限付き移籍、2006年から湘南に完全移籍した。
湘南では、大学以来抱える怪我にも悩まされ、さらに復帰してはすぐに怪我をするという不運もあり、結果を残すことが出来ないまま2008年終了後に退団が決定した。
2009年からガイナーレ鳥取へ移籍。しかし、リーグ開幕前の練習試合中に左膝前十字靭帯断裂の重傷を負い、大幅に出遅れる事になった。同年9月26日のJFL後期10節・横河武蔵野FC戦で鳥取移籍後では公式戦初出場を果たしたものの、この年は無得点に終わった。2010年はリーグ開幕前に怪我で出遅れたもののシーズン中盤からレギュラーに定着。7得点を挙げ、チームのリーグ優勝に貢献した。2011年は公式戦無得点に終わり、同年シーズン終了後に退団が決定した。
2012年よりFC岐阜に移籍。翌2013年1月、現役を引退した。
2013年、広島県瀬戸内高等学校サッカー部コーチに就任。2015年から古巣・広島のジュニアユースコーチに就任、2017年はトップチームのコーチを務めた。2018年から強化部スカウトに就任した。

## 個人成績
| 国内大会個人成績 | 国内大会個人成績 | 国内大会個人成績 | 国内大会個人成績 | 国内大会個人成績 | 国内大会個人成績 | 国内大会個人成績 | 国内大会個人成績 | 国内大会個人成績 | 国内大会個人成績 | 国内大会個人成績 | 国内大会個人成績 |
| 年度             | クラブ           | 背番号           | リーグ           | リーグ戦         | リーグ戦         | リーグ杯         | リーグ杯         | オープン杯       | オープン杯       | 期間通算         | 期間通算         |
| 年度             | クラブ           | 背番号           | リーグ           | 出場             | 得点             | 出場             | 得点             | 出場             | 得点             | 出場             | 得点             |
| 日本             | 日本             | 日本             | 日本             | リーグ戦         | リーグ戦         | リーグ杯         | リーグ杯         | 天皇杯           | 天皇杯           | 期間通算         | 期間通算         |
| ---------------- | ---------------- | ---------------- | ---------------- | ---------------- | ---------------- | ---------------- | ---------------- | ---------------- | ---------------- | ---------------- | ---------------- |
| 2001             | 広島             | 16               | J1               | 10               | 0                | 4                | 0                | 2                | 0                | 16               | 0                |
| 2002             | 広島             | 16               | J1               | 14               | 1                | 1                | 0                | 0                | 0                | 15               | 1                |
| 2003             | 広島             | 16               | J2               | 15               | 1                | -                | -                | 0                | 0                | 15               | 1                |
| 2004             | 浦和             | 24               | J1               | 0                | 0                | 4                | 0                | -                | -                | 4                | 0                |
| 2004             | 山形             | 29               | J2               | 12               | 2                | -                | -                | 2                | 1                | 14               | 3                |
| 2005             | 浦和             | 18               | J1               | 0                | 0                | 0                | 0                | -                | -                | 0                | 0                |
| 2005             | 湘南             | 34               | J2               | 17               | 4                | -                | -                | 1                | 0                | 18               | 4                |
| 2006             | 湘南             | 9                | J2               | 7                | 1                | -                | -                | 0                | 0                | 7                | 1                |
| 2007             | 湘南             | 9                | J2               | 15               | 0                | -                | -                | 1                | 0                | 16               | 0                |
| 2008             | 湘南             | 9                | J2               | 4                | 0                | -                | -                | 0                | 0                | 4                | 0                |
| 2009             | 鳥取             | 8                | JFL              | 4                | 0                | -                | -                | 1                | 0                | 5                | 0                |
| 2010             | 鳥取             | 8                | JFL              | 16               | 7                | -                | -                | 1                | 0                | 17               | 7                |
| 2011             | 鳥取             | 8                | J2               | 21               | 0                | -                | -                | 0                | 0                | 21               | 0                |
| 2012             | 岐阜             | 9                | J2               | 10               | 0                | -                | -                | 0                | 0                | 0                | 0                |
| 通算             | 日本             | 日本             | J1               | 24               | 1                | 9                | 0                | 2                | 0                | 35               | 1                |
| 通算             | 日本             | 日本             | J2               | 101              | 8                | -                | -                | 4                | 1                | 105              | 9                |
| 通算             | 日本             | 日本             | JFL              | 20               | 7                | -                | -                | 2                | 0                | 22               | 7                |
| 総通算           | 総通算           | 総通算           | 総通算           | 145              | 16               | 9                | 0                | 8                | 1                | 162              | 17               |

- Jリーグ初出場:2001年3月17日 J1 1st第2節対ジュビロ磐田戦 (広島ビッグアーチ)
  - 先発フル出場
- Jリーグ初得点:2002年3月16日 J1 1st第3節対京都パープルサンガ戦 (広島ビッグアーチ)
  - 先発フル出場、68分ゴール

## 代表歴
- 1996年広島県国体選抜
- 1999年ユニバーシアード日本代表

## 指導歴
- 2013年 - 2014年 広島県瀬戸内高等学校サッカー部 コーチ
- 2015年 - 2016年 サンフレッチェ広島ジュニアユース コーチ
- 2017年 サンフレッチェ広島 コーチ